# 대한민국 제14대 대통령 선거 민주자유당 후보 경선
제14대 대선 민자당 후보 경선은 민주자유당이 제14대 대통령 선거에 출마할 당의 후보를 결정하기 위해 실시한 경선을 말한다. 1992년 5월 19일 치러진 경선 결과 거산 김영삼이 민자당의 대통령 후보로 결정되었다. 이는 대한민국 역사상 최초로 집권 여당의 대통령 후보가 추대나 단일후보 찬반 투표가 아닌 경선의 형식으로 지명된 것이었다.
그러나 경선 중 터진 당 중앙정치교육원 비밀 매각 파문, 청와대의 특정 후보 지원, 이종찬 후보의 경선 보이콧 등으로 여당 사상 최초의 경선은 불명예로 얼룩지고 말았다.

## 경선 방식
대통령 후보 지명전에 출마하려면 당무회의의 제청을 받거나 재적 대의원의 10~20%의 추천을 받아야 하며, 대의원 추천을 받는 경우 8개 이상의 시도에서 각각 50인 이상의 추천을 받아야 했다.
전당대회 재적 대의원 수는 당연직 2,740명 및 선출직 4,164명 등 6,904명으로 17일 당무회의에서 확정되어, 입후보를 위한 최소 대의원 수는 691명, 최대는 1,380명이었다. 그러나 이후 5월 14일 당무회의에서는 당연직 2,631명 및 선출직 4,251명 등 6,882명으로 다시 확정되었다. 그 중에 지구당 대의원이 4,527명으로, 지구당 위원장들의 민심을 확보하는 게 중요할 것으로 예측됐다. 그러나 같은 지구당 내에서 위원장은 김영삼을, 대의원들은 이종찬 지지를 선언하는 등 그렇지 않은 경우도 많았다.
대통령 후보는 재적 대의원의 과반을 득표해야 하며, 1차 투표에서 과반 득표자가 없을 시 2차 투표를 진행하도록 했다. 2차 투표에서도 과반 득표자가 없을 시 최고득표자 간 결선투표를 진행해 다수득표자를 지명하도록 했다.

## 후보
| 민주자유당 제14대 대통령 선거 경선 후보 | 민주자유당 제14대 대통령 선거 경선 후보 | 민주자유당 제14대 대통령 선거 경선 후보 | 민주자유당 제14대 대통령 선거 경선 후보 | 민주자유당 제14대 대통령 선거 경선 후보 |
| 후보                                    | 생년                                    | 경력 | 비고                                    |                                         |
| --------------------------------------- | --------------------------------------- | --- | --------------------------------------- | --------------------------------------- |
| 김영삼                                  | 1929년                                  | 제3·5·6·7·8·9·10·13·14대 국회의원 前 신민당 원내총무 前 신민당 총재 前 통일민주당 총재 통일민주당 제13대 대통령 선거 후보 민주자유당 대표최고위원 | 최종 후보 선출                          |                                         |
| 이종찬                                  | 1936년                                  | 제15대 중앙정보부 기획조정실장 제8대 정무제1장관 제11·12·13·14대 국회의원 前 민주정의당 원내총무 前 민주정의당 사무총장                           |                                         |                                         |

당초 유력 주자로 꼽히던 김종필 전 총리와 박태준 의원은 각각 김영삼 후보와 이종찬 후보를 지지하며 불출마를 선언했다.
기호는 배정되지 않았다. 다만 이원경 당 선거관리위원장과 김영삼 캠프의 김용채 총괄간사, 이종찬 캠프의 심명보 선거대책본부장이 모여 추첨을 실시, 이종찬의 이름이 투표용지의 왼쪽, 김영삼의 이름이 오른쪽에 나오도록 하기로 하였다.
|      | 김영삼 | 이종찬 |
| ---- | ------ | ------ |
| 서울 | 250    | 348    |
| 부산 | 71     | 0      |
| 대구 | 97     | 60     |
| 인천 | 76     | 60     |
| 광주 | 51     | 65     |
| 대전 | 52     | 60     |
| 경기 | 148    | 132    |
| 강원 | 130    | 91     |
| 충북 | 96     | 52     |
| 충남 | 75     | 64     |
| 전북 | 61     | 100    |
| 전남 | 61     | 76     |
| 경북 | 82     | 55     |
| 경남 | 76     | 0      |
| 제주 | 55     | 23     |
| 계   | 1,381  | 1,186  |

김영삼은 추천 상한선인 1,381명을 꽉 채웠으며, 이종찬 역시 PK와 제주를 제외한 전 지역에서 50명 이상의 추천장을 받아내는 등 선방했다. 사실 김영삼은 1,480명의 추천장을 확보했으나, 몇 장은 제한선에 걸려 못 낸 것이었고, 이종찬의 경우 부산과 경남에서도 각각 50장 이상의 추천서를 확보했으나 모종의 이유로 제출하지 않았다. 당내 최대 계파인 민정계의 지원이 절실하다는 판단 하에 김영삼 캠프는 최대한 민정계 대의원들의 추천장만 받기로 했으며, 그 결과 김영삼 측에 추천서를 써준 대의원 1,381명 중 90%는 민정계였다. 김영삼 캠프는 약세 지역으로 점친 경기도와 충남에서 이종찬보다 많은 추천서를 확보한 것에 만족감을 드러냈고, 이종찬 캠프는 지구당 위원장들 대부분이 김영삼 지지를 선언한 상황 속에서도 말단 대의원들을 포섭해 크게 뒤지지 않는 추천수를 얻어낸 것에 고무된 분위기였다.

## 과정

### 계파 갈등
노태우의 민정당, 김영삼의 민주당, 김종필의 공화당이 합당해 창당된 민주자유당은 창당 이후 계속 필연적인 계파 갈등에 시달리고 있었다. 대통령이자 당 총재였던 노태우와 당 대표였던 김영삼은 서로 당의 주도권을 빼앗기지 않기 위해 줄다리기를 하고 있었다. 이는 대선이 다가오면서 점점 심해졌는데 노태우는 차기 대권 후보로 박철언을 내정하고 있었으나 민주계의 김영삼이 항의하며 집단탈당과 반정부 투쟁까지도 고려하며 반발하자 결국 철회하는 일도 있었다.
3당 합당 당시 민정·민주·공화계의 대의원 지분율은 각각 6.5대 2.4대 1.1 수준이었다. 김영삼은 자유 경선 방식으론 민정계 후보에 이길 수 없다고 판단하고 당 지도부에서 사전 조정을 통해 후보를 선출할 것을 주장했다. 그러나 결국 자유 경선의 형식을 갖추는 대신, 노태우 대통령의 막후 지원을 받는 것으로 경선에 합의했다.

### 민정계 단일화
박태준, 박철언, 이한동, 이종찬, 심명보, 박준병, 양창식 등 민정계 중진 7명으로 이루어진 7인협의회는 치열한 신경전 끝에 4월 18일 이종찬 의원을 민정계 단일 후보로 추대하기로 발표했다.
당초 김영삼 측에서 박태준이 출마할 경우 탈당하겠다며 청와대와 민정계를 압박할 만큼 유력한 후보였던 박태준이었으나, 계파 단합을 위해 포기해 이종찬이 후보로 나서게 된 것이었다.

### 경선 파행
김영삼은 대의원의 10~20%를 차지하고 있는 공화계의 수장인 김종필 최고위원을 김영삼 대선 후보 추대위원회 위원장으로 영입한데다, 상당수 민정계 지구당 위원장들을 확보해 승리가 확실시됐다. 이 김영삼 추대위에는 지구당 위원장 (서울 34명, 부산 16명, 대구 4명, 인천 5명, 광주 4명, 대전 3명, 경기 21명, 강원 12명, 충북 6명, 충남 9명, 전북 8명, 전남 9명, 경북 19명, 경남 22명, 제주 2명 등), 당 고문 4명, 13대 의원 27명, 14대 전국구 국회의원 당선자 11명, 정책평가위 분과위원장 8명, 중앙위원 18명 등이 포함되어 있었다. 경선이 본격적으로 시작되기도 전에 대의원들의 약 70%를 확보한 것으로 나타나 압도적인 우세를 보였다.
이종찬 후보 측은 노태우 대통령이 몰래 김영삼을 지원해주고 있는 결과라며 비난했다. 청와대 및 당 지도부에서 김영삼을 밀어주고 경선이 형식적이 되자 이종찬 후보는 불공정 경선이라며 경선 불참, 이후 탈당하고 새한국당을 창당해 독자출마하였다. 그러나 큰 지지를 얻지 못하자 통일국민당 정주영 후보 지지를 선언하고 사퇴했다.

## 결과
5월 19일 열린 전당대회는 대규모 브라스밴드를 동원한 주최측의 노력에도 싸늘한 분위기로 진행됐으며, 김영삼 지지자들과 이종찬 지지자들이 서로 야유를 보내고 환호 소리 대결을 벌여 긴장감이 조성됐다.
투표 결과 재적 대의원의 과반을 얻은 김영삼 후보가 최종 당선되었다. 범계파 추대위까지 발족시키며 대세론을 형성하려 애써온 김영삼 후보 측은 7대3 정도의 압승을 기대했으나, 반YS 민정계가 결집하여 이종찬 후보가 예상 밖에 선전하는 결과가 나왔다. 특히 이종찬 후보는 전당대회를 앞두고 불공정 경선을 인정할 수 없다며 보이콧을 선언했던 터라 이종찬 후보가 얼마를 득표할 지는 초유의 관심사가 되었다. 김영삼을 인정할 수 없다는 이종찬 후보에 동조하는 표가 많을 수록 이종찬 후보가 탈당 및 신당 창당을 추진할 명분에 힘이 실릴 거라는 예측 때문이었다. 실제로 이종찬 후보는 자신이 기대 이상의 득표율을 올리자 사실상 자신의 승리라고 선언했으며, 곧바로 신당 창당을 위한 사전 조직인 '새정치모임'을 출범시켰다. 이종찬 후보는 11월 17일 새한국당을 창당하고 대선 후보로 추대되었으나, 지지세를 확보하지 못하고 중도 사퇴했다.
김영삼과 민주계는 이로써 3당 합당이라는 도박을 시도한지 2년 만에 대선 후보직을 거머쥠으로써 여권의 신주류가 되는데 성공했다.

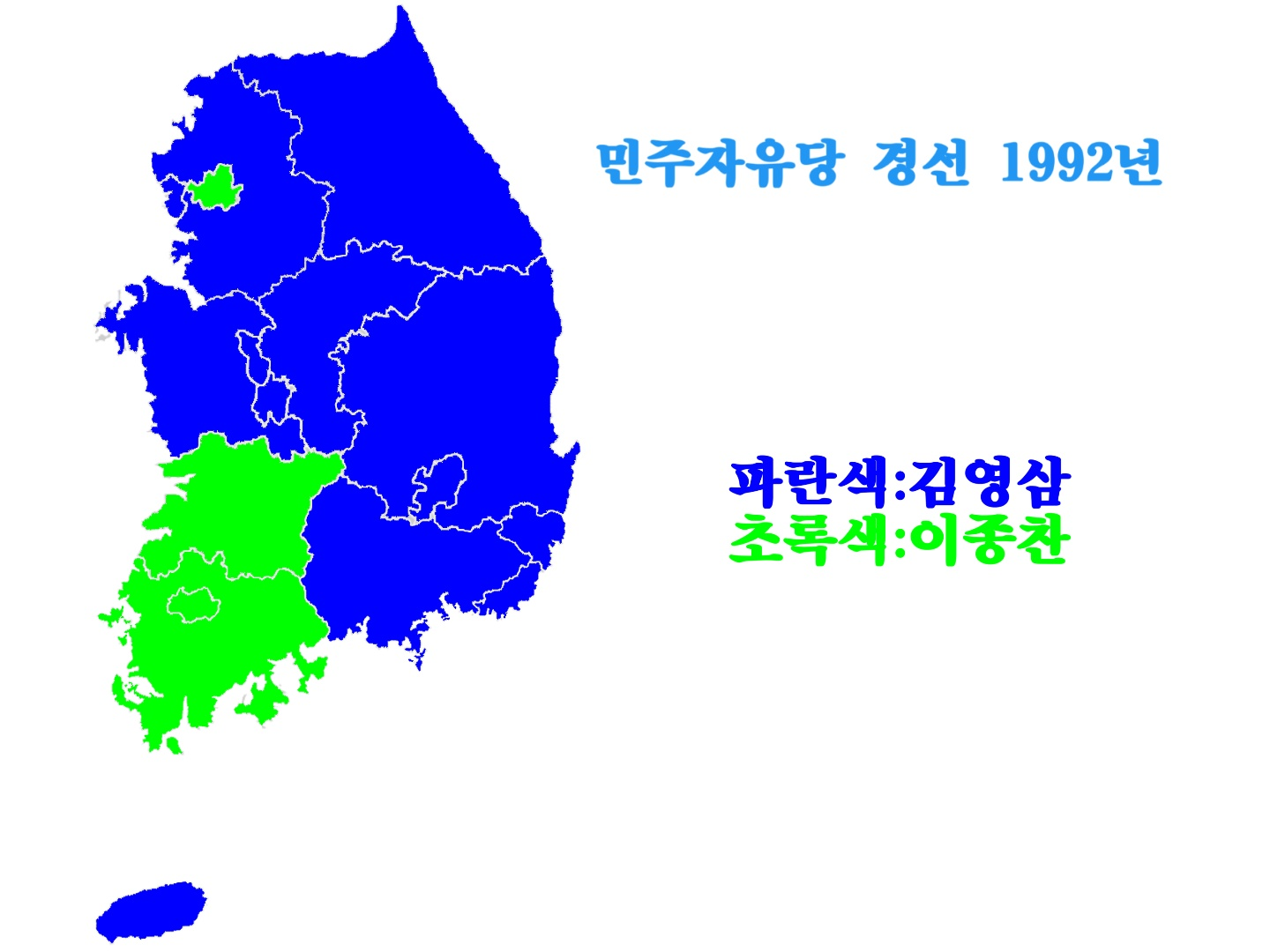
지도

| 후보        | 득표수 | 득표율 | 비고 |
| ----------- | ------ | ------ | ---- |
| 김영삼      | 4,418  | 64.2   | 당선 |
| 이종찬      | 2,214  | 32.2   |      |
| 무효        | 28     | 0.4    |      |
| 기권        | 222    | 3.2    |      |
| 재적 대의원 | 6,882  | 100    |      |
| 당선정족수  | 3,442  |        |      |

## 같이 보기
- 대한민국 제14대 대통령 선거
- 대한민국 제14대 대통령 선거 민주당 후보 경선
- 대한민국 제14대 대통령 선거 통일국민당 후보 선출